# Saint-Étienne-du-Bois (Ain)
Pour les articles homonymes, voir Saint-Étienne-du-Bois.
Saint-Étienne-du-Bois est une commune française située dans le département de l'Ain, en région Auvergne-Rhône-Alpes.

## Géographie

### Localisation
Saint-Étienne-du-Bois est un bourg périurbain de la Bresse dans le département de l'Ain.
Les villes les plus proches sont Bourg-en-Bresse (10 km), Mâcon (50 km), Lons-le-Saunier (50 km), Lyon (89 km), Annecy (137 km) et Chambéry (126 km).

### Communes limitrophes
| Marboz | Bény                  | Villemotier - Courmangoux |
|        | Saint-Étienne-du-Bois | Val-Revermont             |
| Viriat | Jasseron              | Meillonnas                |

### Hydrographie
La commune est drainée par le Sevron, un sous-affluent du fleuve le Rhône par le  Solnan, la Seille et la Saône.
D'autres petits cours d'eau y confluent, dont le Bief du bois Thariet.
Le plan d'eau du Châtelet y est aménagé.

### Climat
Pour des articles plus généraux, voir Climat d'Auvergne-Rhône-Alpes et Climat de l'Ain.
En 2010, le climat de la commune est de type climat océanique dégradé des plaines du Centre et du Nord, selon une étude du CNRS s'appuyant sur une série de données couvrant la période 1971-2000. En 2020, Météo-France publie une typologie des climats de la France métropolitaine dans laquelle la commune est exposée à un climat semi-continental et est dans la région climatique Bourgogne, vallée de la Saône, caractérisée par un bon ensoleillement (1 900 h/an), un été chaud (18,5 °C), un air sec au printemps et en été et des vents faibles.
Pour la période 1971-2000, la température annuelle moyenne est de 11,2 °C, avec une amplitude thermique annuelle de 17,7 °C. Le cumul annuel moyen de précipitations est de 1 133 mm, avec 11,2 jours de précipitations en janvier et 8,4 jours en juillet. Pour la période 1991-2020, la température moyenne annuelle observée sur la station météorologique de Météo-France la plus proche, « Ceyzériat_sapc », sur la commune de Ceyzériat à 12 km à vol d'oiseau, est de 11,7 °C et le cumul annuel moyen de précipitations est de 1 032,6 mm,. Pour l'avenir, les paramètres climatiques de la commune estimés pour 2050 selon différents scénarios d'émission de gaz à effet de serre sont consultables sur un site dédié publié par Météo-France en novembre 2022.

### Milieux naturels et biodiversité
La commune compte quatre zones naturelles d'intérêt écologique, faunistique et floristique de type I :
- l'étang de Chareyziat ;
- l'étang de But ;
- le bois de Treffort ;
- le bief du Bois Tharlet.

## Urbanisme

### Typologie
Au 1er janvier 2024, Saint-Étienne-du-Bois est catégorisée commune rurale à habitat dispersé, selon la nouvelle grille communale de densité à 7 niveaux définie par l'Insee en 2022.
Elle est située hors unité urbaine. Par ailleurs la commune fait partie de l'aire d'attraction de Bourg-en-Bresse, dont elle est une commune de la couronne,. Cette aire, qui regroupe 80 communes, est catégorisée dans les aires de 50 000 à moins de 200 000 habitants,.

### Occupation des sols

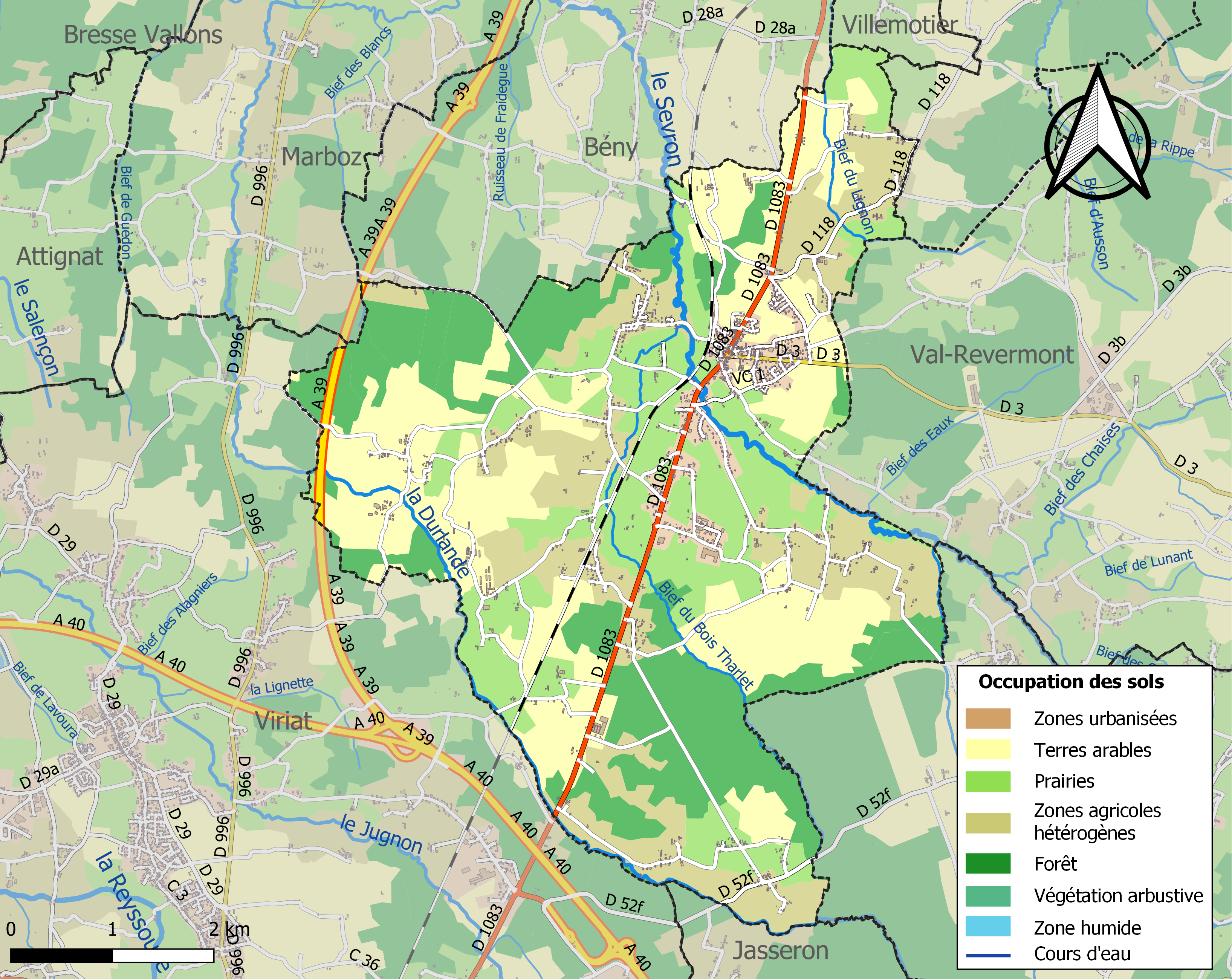
Carte des infrastructures et de l'occupation des sols de la commune en 2018 (CLC).

L'occupation des sols de la commune, telle qu'elle ressort de la base de données européenne d’occupation biophysique des sols Corine Land Cover (CLC), est marquée par l'importance des territoires agricoles (73,7 % en 2018), en diminution par rapport à 1990 (75,2 %). La répartition détaillée en 2018 est la suivante : 
terres arables (29,6 %), prairies (22,5 %), forêts (21,9 %), zones agricoles hétérogènes (21,7 %), zones urbanisées (4,4 %).
L'évolution de l’occupation des sols de la commune et de ses infrastructures peut être observée sur les différentes représentations cartographiques du territoire : la carte de Cassini (XVIIIe siècle), la carte d'état-major (1820-1866) et les cartes ou photos aériennes de l'IGN pour la période actuelle (1950 à aujourd'hui).

### Voies de communication et transports
Saint-Étienne-du-Bois est accessible par la RN 75 - RN 79 (Grenoble – Ambérieu-en-Bugey – Bourg-en-Bresse – Mâcon) et par l'ancienne RN 83 (actuelle  RD 1083) (Lons le Saunier – Strasbourg). La zone artisanale de Saint-Étienne-du-Bois se trouve à 4,5 km de la sortie n°6 (Bourg centre) sur l'autoroute A40.
Du lundi au samedi, un autocar du conseil départemental du Jura dessert la commune, depuis Lons-le-Saunier et depuis Bourg-en-Bresse, 4 fois par jour (société Mobigo, Ligne n° 303).
La commune disposait d'une gare sur la Ligne de Mouchard à Bourg-en-Bresse, dite  « ligne du Revermont »  mais aucun train ne s'y arrête bien que dix TER circulent dans chaque sens. La station de chemin de fer la plus proche est donc la gare de Bourg-en-Bresse, desservie par des TGV Lyria et les trains du réseau TER Auvergne-Rhône-Alpes.
La commune, proche de l'aérodrome de Jasseron, est à 45 min de route de l'aéroport international de Lyon et à 55 min de l'aéroport international de Genève.

## Histoire

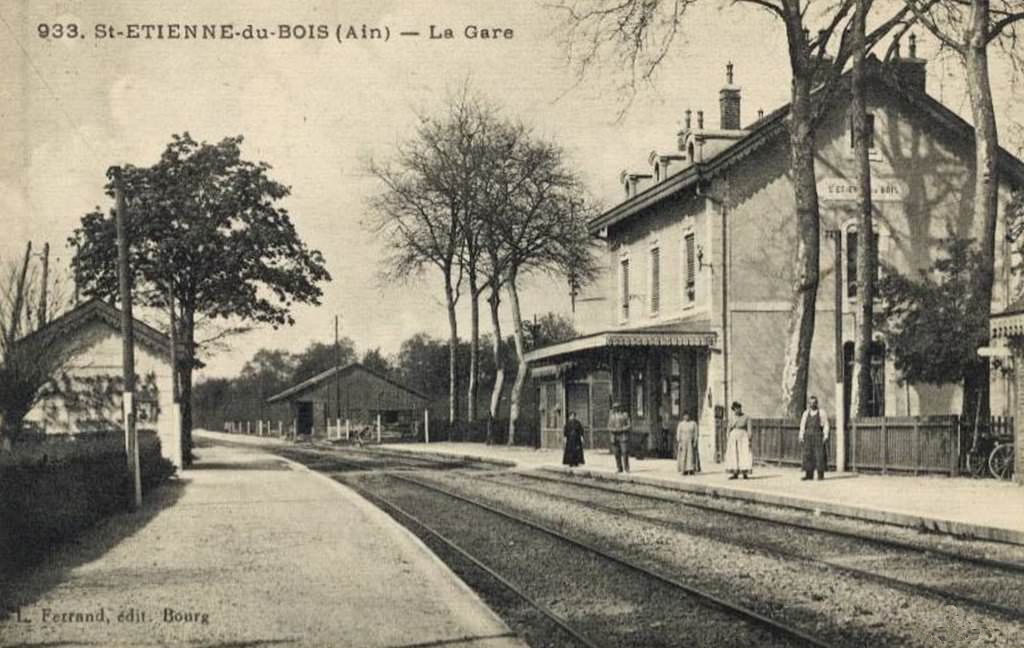
Carte postale de l'ancienne gare.

À la veille de la Révolution, Florent-Alexandre-Melchior de La Baume (né à Mâcon en 1736 et guillotiné à Paris en 1794), marquis de Saint-Martin, comte de Montrevel et baron de Lugny, est seigneur de Saint-Étienne-du-Bois.
La commune, instituée par la Révolution française, absorbe dès la période 1790-1794 celle de Lionnière
La commune a été desservie par la ligne de Mouchard à Bourg-en-Bresse ouverte par le PLM en 1864. Cette gare n'est plus desservie.

## Toponymie
Durant la Révolution française, la commune prend temporairement le nom de Mont-du-Bois.

## Politique et administration

### Rattachements administratifs et électoraux

#### Rattachements administratifs
La commune se trouve  dans l'arrondissement de Bourg-en-Bresse du département de l'Ain.
Elle faisait partie depuis 1801 du canton de Treffort-Cuisiat. Dans le cadre du redécoupage cantonal de 2014 en France, cette circonscription administrative territoriale a disparu, et le canton n'est plus qu'une circonscription électorale.

#### Rattachements électoraux
Pour les élections départementales, la commune est depuis 2014 le bureau centralisateur du canton de Saint-Étienne-du-Bois
Pour l'élection des députés, elle fait partie  de la première circonscription de l'Ain, depuis le dernier découpage électoral de 2010

### Intercommunalité
Saint-Étienne-du-Bois était membre de la communauté de communes de Treffort-en-Revermont, un établissement public de coopération intercommunale (EPCI) à fiscalité propre créé en 1994 et auquel la commune avait transféré un certain nombre de ses compétences, dans les conditions déterminées par le code général des collectivités territoriales.
Dans le cadre des dispositions de la loi portant nouvelle organisation territoriale de la République du 7 août 2015, qui prévoit que les établissements publics de coopération intercommunale (EPCI) à fiscalité propre doivent avoir un minimum de 15 000 habitants, cette intercommunalité a fusionné avec ses voisines pour former, le 1er janvier 2017, la communauté d'agglomération du Bassin de Bourg-en-Bresse, dont est désormais membre la commune.

### Liste des maires
| Période                                  | Période                   | Identité                   | Étiquette | Qualité |
| ---------------------------------------- | ------------------------- | -------------------------- | --------- | --- |
| Les données manquantes sont à compléter. |                           |                            |           | |
|                                          |                           |                            |           | |
| 1801                                     | 1816                      | Anselme Picquet            |           | |
| 1816                                     | 1821                      | Claude Marie Goiffon       |           | |
| 1821                                     | 1822                      | Jean François Lambert      |           | |
| 1822                                     | 1824                      | Jean Denis Marie Martinet  |           | |
| 1824                                     | 1835                      | Joseph Denis Convert       |           | |
| 1835                                     | 1840                      | Jean Denis Marie Martinet  |           | |
| 1840                                     | 1851                      | Auguste Chambard           |           | |
| juillet 1851                             | octobre 1855              | Jean Marie Convert         |           | |
| novembre 1855                            | juin 1858                 | Joseph Marie Robin         |           | |
| juillet 1858                             | décembre 1863             | Pierre Joseph Guillerminet |           | |
| février 1864                             | 1870                      | Louis Marie Joseph Convert |           | |
| mai 1870                                 | avril 1871                | Joseph Marie Robin         |           | |
| mai 1871                                 | janvier 1881              | Émile Convert              |           | |
| janvier 1881                             | juillet 1888              | Prosper Perdrix            |           | Conseiller général de Treffort-Cuisiat (1910 → 1935)                                                                            |
| août 1888                                |                           | Albert Renoud              |           | |
|                                          |                           |                            |           | |
| 1971                                     | 1995                      | Alexandre Robin            | DVD       | Conseiller général de Treffort-Cuisiat (1974 → 2001)                                                                            |
| juin 1995                                | 2014,                     | Denis Perron               | DVG       | Médecin Conseiller général de Treffort-Cuisiat (2001 → 2015) Vice-président du Conseil général de l'Ain[Quand ?]                |
| mars 2014                                | En cours (au 6 juin 2023) | Alain Chapuis              | DVD       | Conseiller départemental de Saint-Étienne-du-Bois (2015 → ) Réélu en 2022 après la démission d'une partie du conseil municipal, |

### Distinctions et labels
En 2014, la commune de Saint-Étienne-du-Bois bénéficie du label « ville fleurie » avec « 1 fleur » attribuée par le Conseil national des villes et villages fleuris de France au concours des villes et villages fleuris.

### Jumelages
- Communauté de communes de Linsengericht en Allemagne.
- Village de Saint-Étienne-du-Bois (Vendée) avec lequel sont organisés des échanges de jeunes et adultes.

## Équipements et services publics

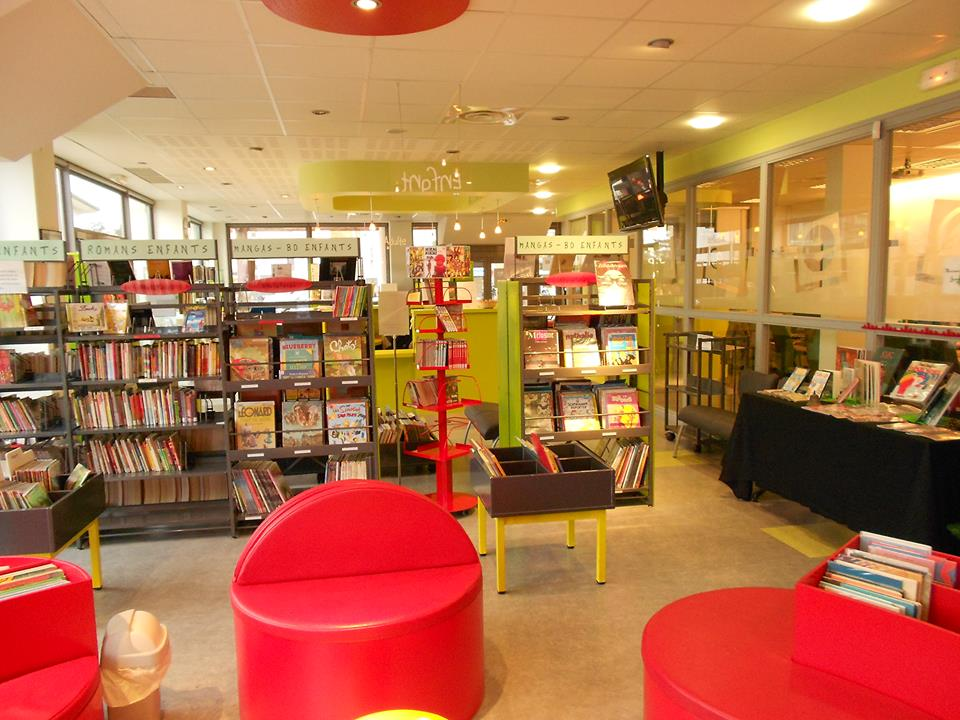
L'espace jeunesse de la Médiathèque de la Fontaine.

## Population et société

### Démographie
L'évolution du nombre d'habitants est connue à travers les recensements de la population effectués dans la commune depuis 1793. Pour les communes de moins de 10 000 habitants, une enquête de recensement portant sur toute la population est réalisée tous les cinq ans, les populations de référence des années intermédiaires étant quant à elles estimées par interpolation ou extrapolation. Pour la commune, le premier recensement exhaustif entrant dans le cadre du nouveau dispositif a été réalisé en 2007.

En 2022, la commune comptait 2 569 habitants, en évolution de +3,17 % par rapport à 2016 (Ain : +5,15 %, France hors Mayotte : +2,11 %).
| 1793  | 1800  | 1806  | 1821  | 1831  | 1836  | 1841  | 1846  | 1851  |
| ----- | ----- | ----- | ----- | ----- | ----- | ----- | ----- | ----- |
| 1 629 | 1 405 | 1 207 | 1 521 | 1 605 | 1 640 | 1 646 | 1 672 | 1 710 |

| 1856  | 1861  | 1866  | 1872  | 1876  | 1881  | 1886  | 1891  | 1896  |
| ----- | ----- | ----- | ----- | ----- | ----- | ----- | ----- | ----- |
| 1 648 | 1 613 | 1 652 | 1 603 | 1 558 | 1 502 | 1 607 | 1 551 | 1 528 |

| 1901  | 1906  | 1911  | 1921  | 1926  | 1931  | 1936  | 1946  | 1954  |
| ----- | ----- | ----- | ----- | ----- | ----- | ----- | ----- | ----- |
| 1 518 | 1 507 | 1 505 | 1 368 | 1 378 | 1 382 | 1 383 | 1 422 | 1 435 |

| 1962  | 1968  | 1975  | 1982  | 1990  | 1999  | 2006  | 2007  | 2012  |
| ----- | ----- | ----- | ----- | ----- | ----- | ----- | ----- | ----- |
| 1 349 | 1 355 | 1 443 | 1 876 | 1 982 | 2 046 | 2 354 | 2 397 | 2 489 |

| 2017  | 2022  | - | - | - | - | - | - | - |
| ----- | ----- | - | - | - | - | - | - | - |
| 2 448 | 2 569 | - | - | - | - | - | - | - |

## Économie
Un centre de sélection de la volaille de Bresse est implanté sur la commune, au lieu-dit Béchanne.
Une zone industrielle assez dense tend à se développer, augmentant donc considérablement le « tissu industriel » du village.

## Culture locale et patrimoine

### Lieux et monuments
La maison des pays de Bresse (46° 17′ 02″ N, 5° 17′ 19″ E) est un site touristique incluant notamment deux fermes bressanes. Le site présente plusieurs bâtiments traditionnels :
- la ferme des Mangettes du XVe siècle avec sa cheminée sarrasine, son archebanc et ses costumes folkloriques ;
- la ferme de la Claison du XVe siècle présente des métiers, des commerces et écoles d'autrefois ;
- le bâtiment de Montaplan présente du matériel agricole, des véhicules hippomobiles ;
- le bâtiment de La Carronnière présente une fabrique de tuiles et de briques d'autrefois ;
- la ferme de Condal abritant l'office de tourisme.

La maison des pays de Bresse
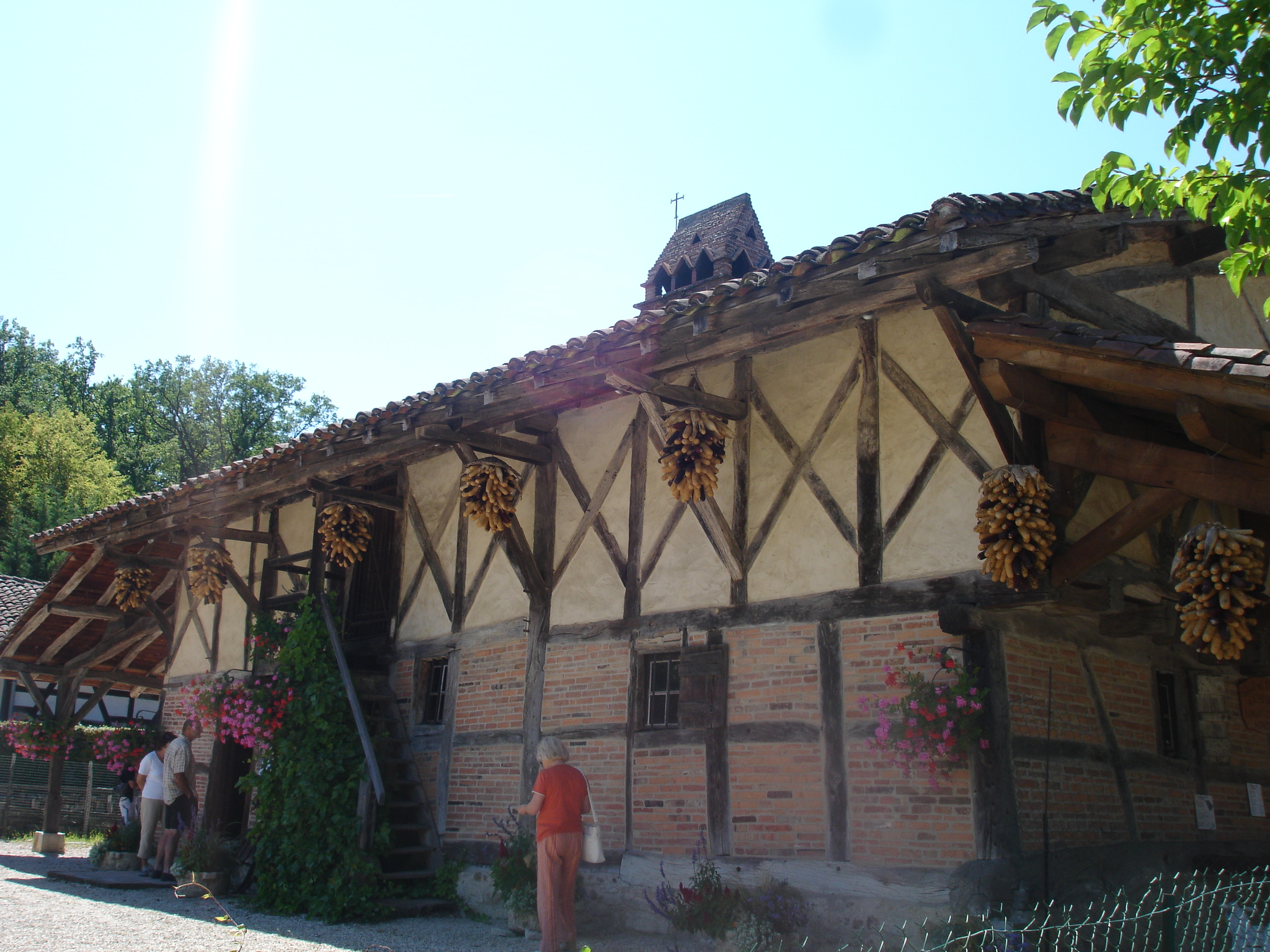
La Ferme des Mangettes.
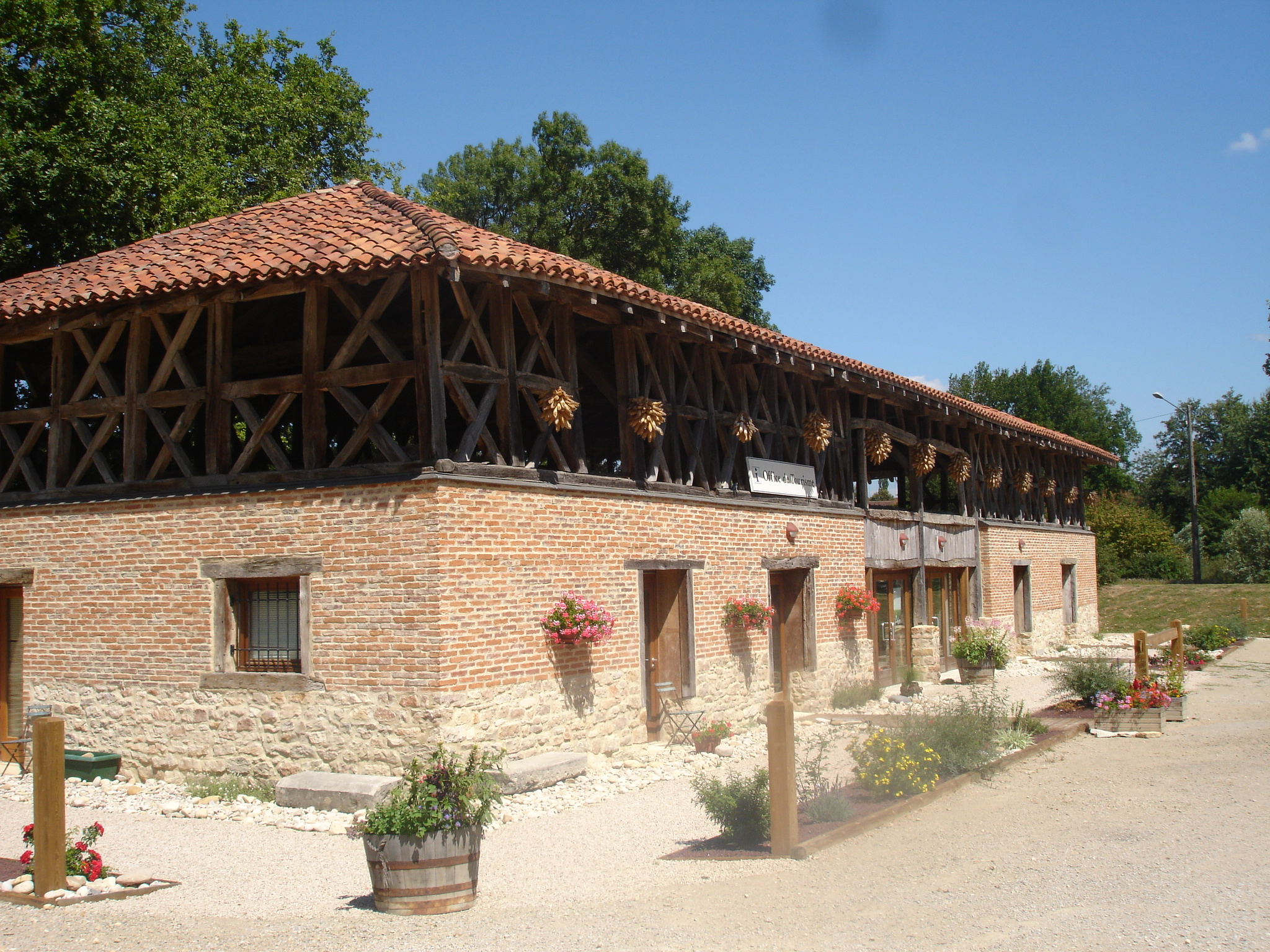
Ferme de Condal abritant l'office de tourisme.
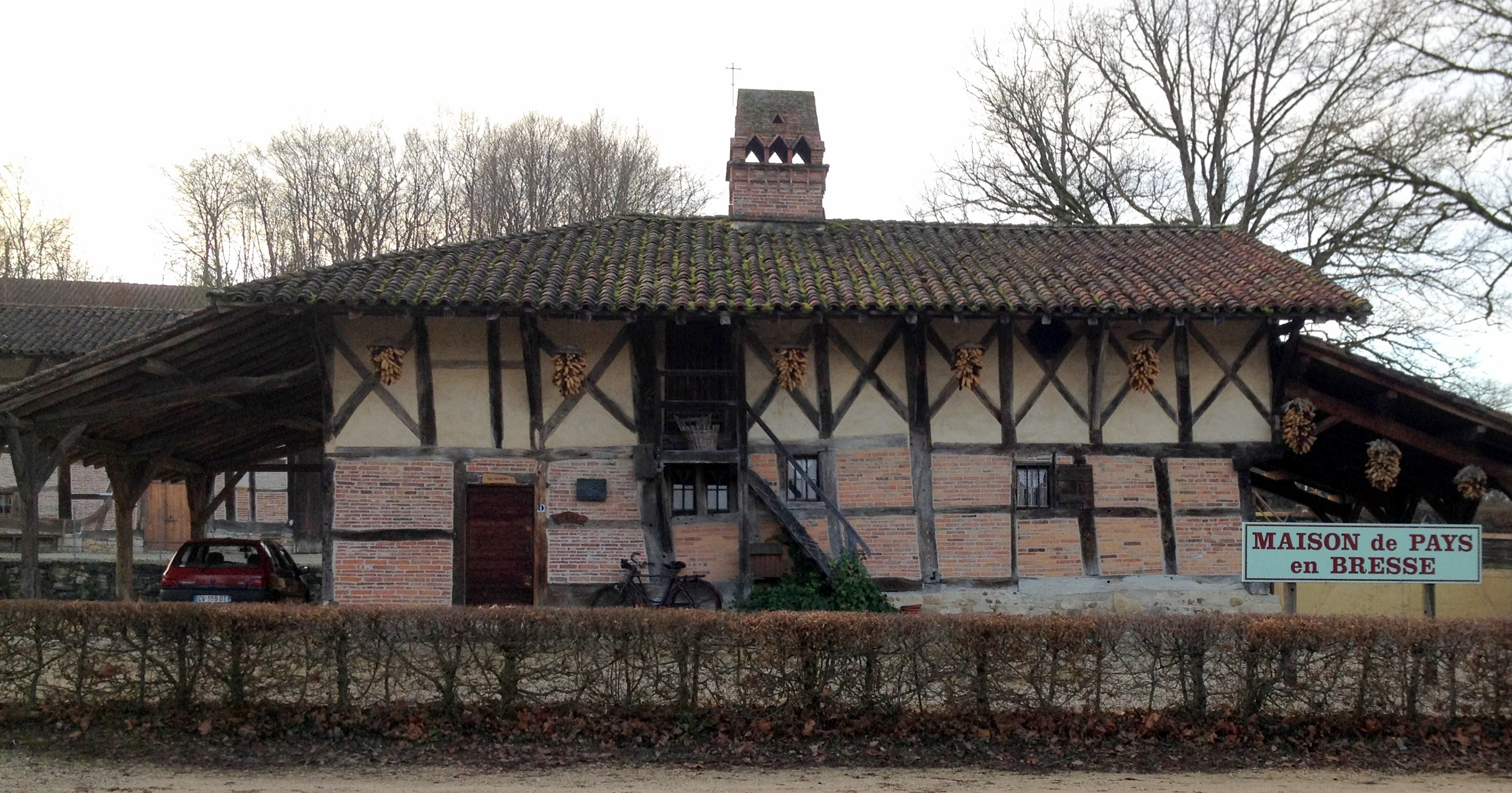
Ferme des Mangettes et sa cheminée sarrasine de la maison des pays de Bresse.

On peut également signaler :
- L'église Saint-Étienne, construite en 1836.

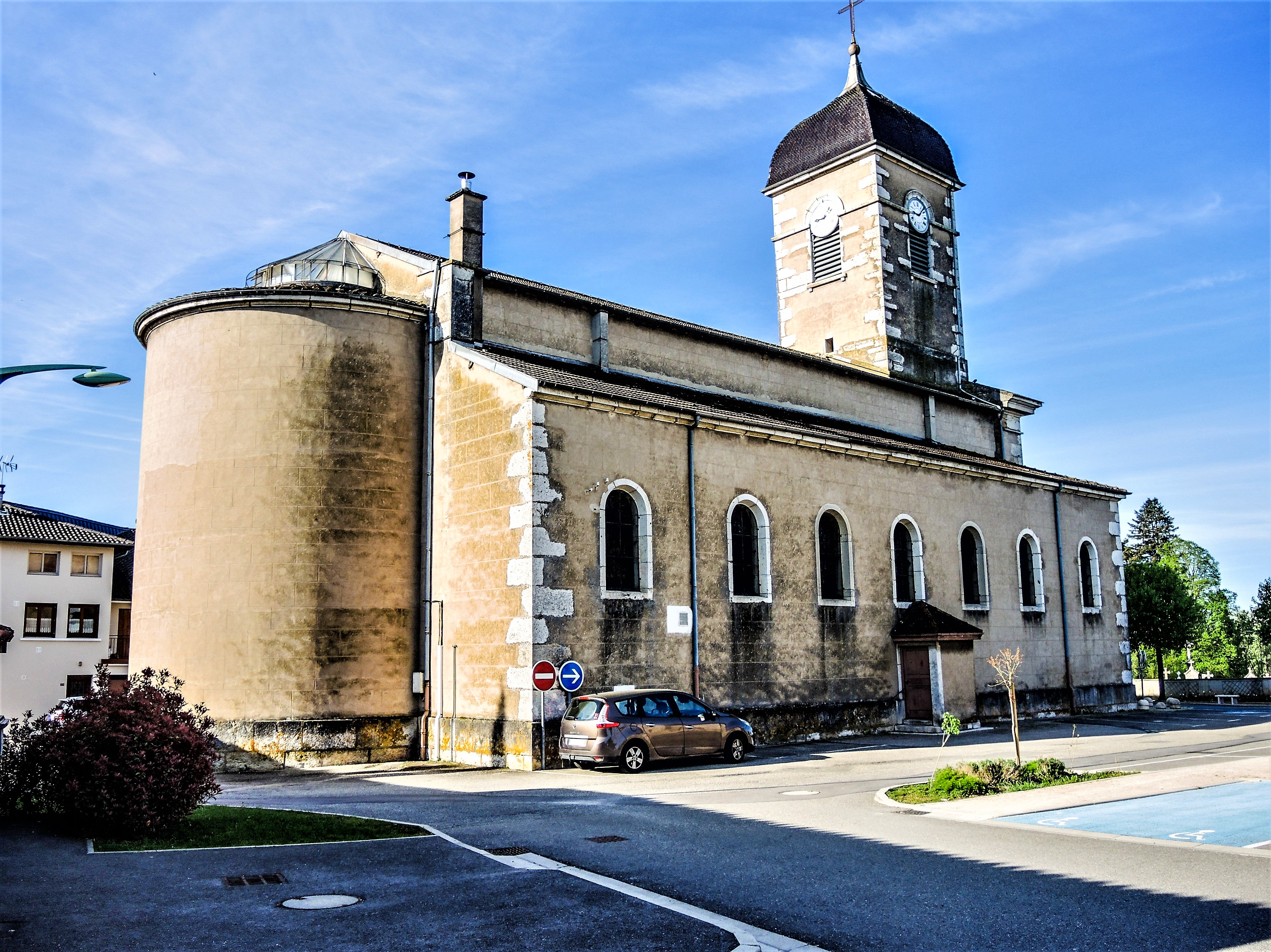
L'église Saint-Étienne...
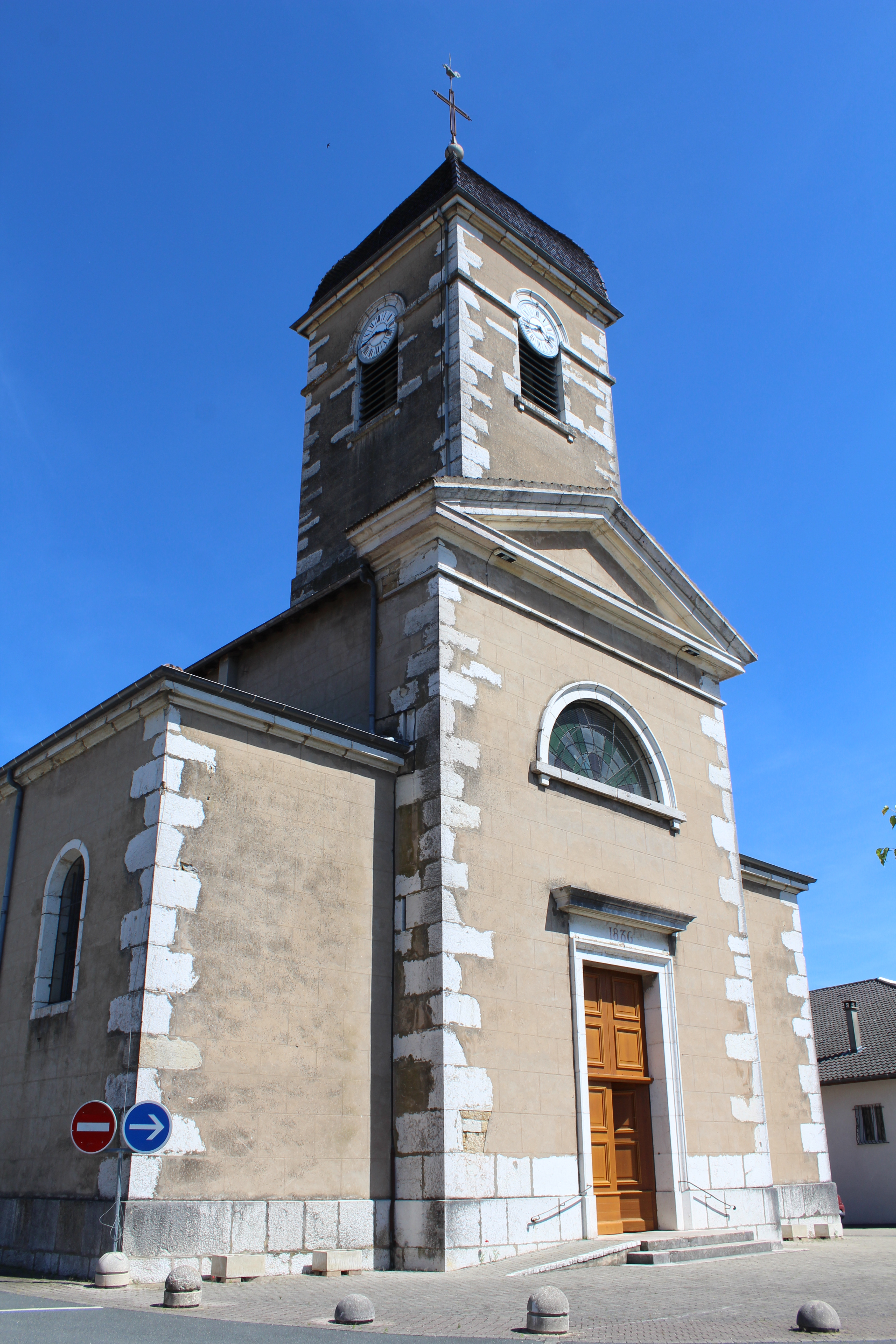
... sa façade...
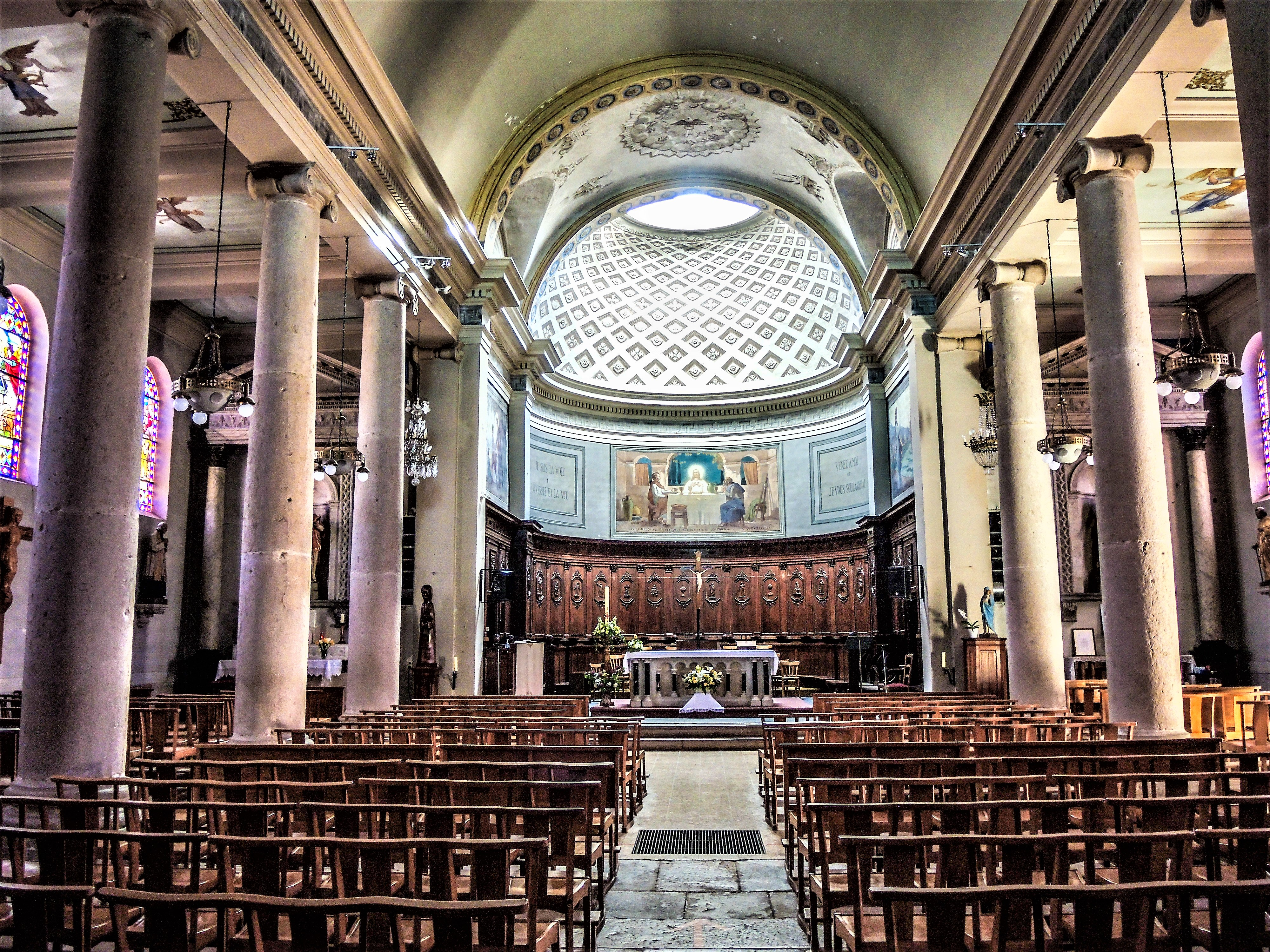
... et sa nef.
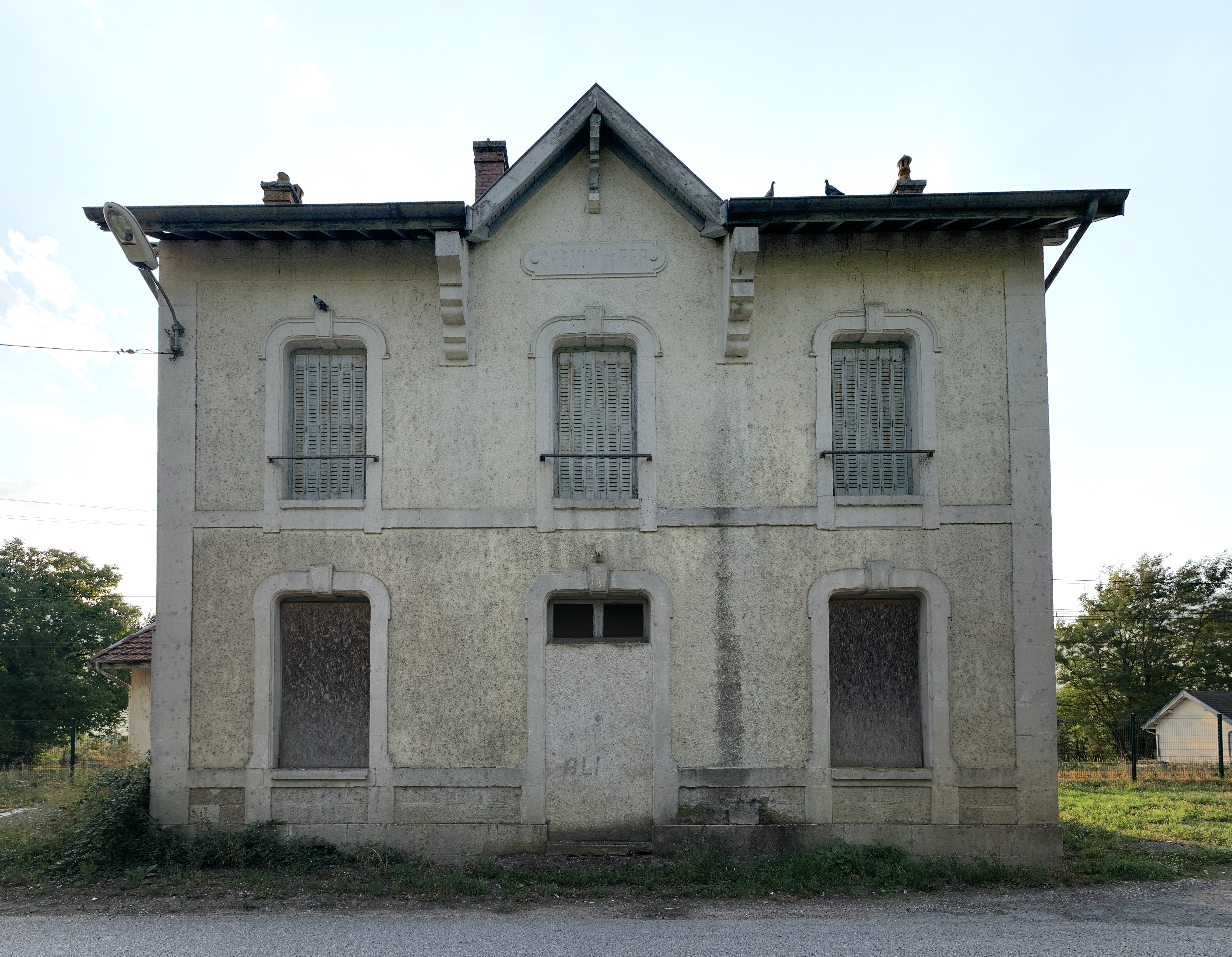
L'ancienne gare.
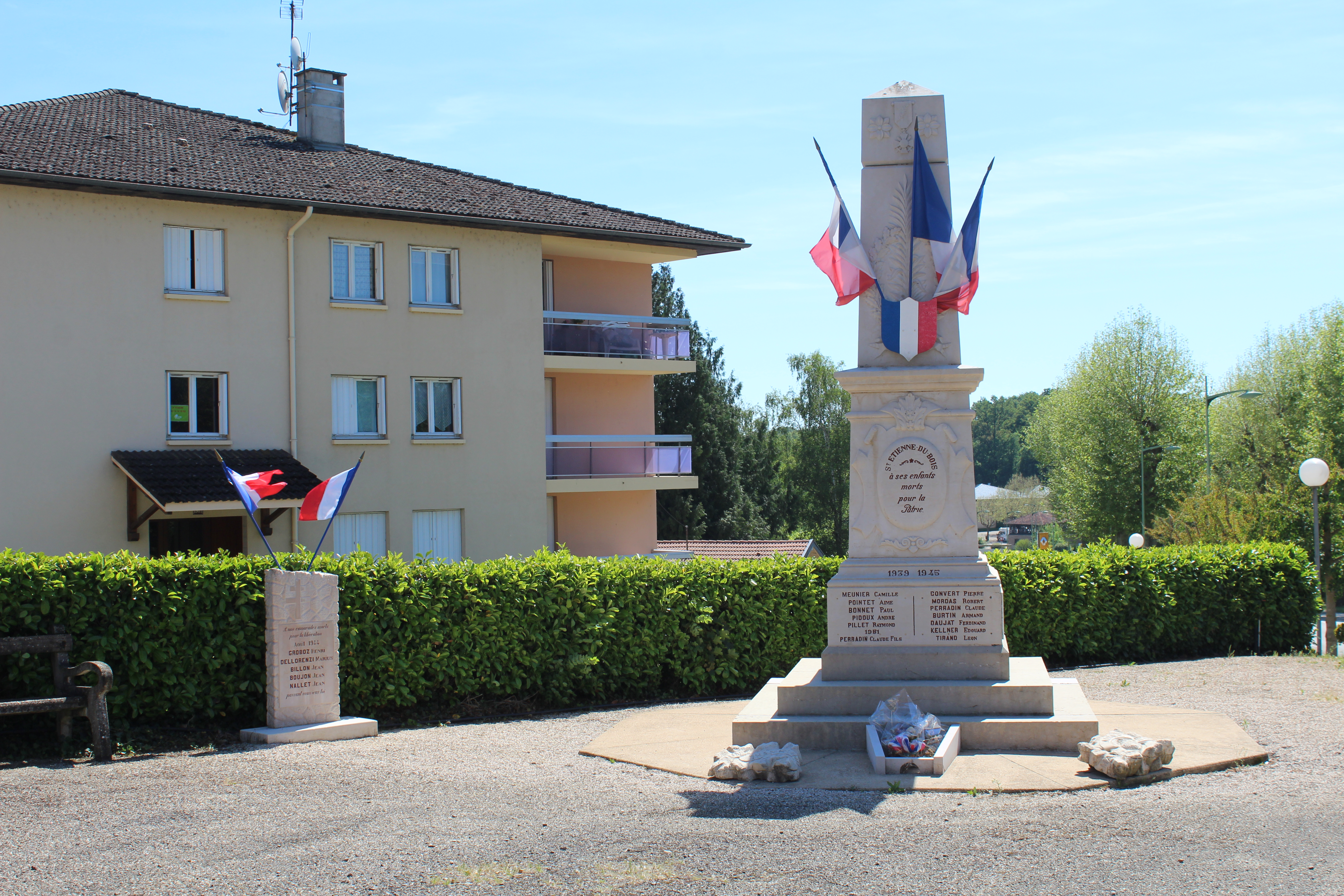
Monument aux morts.
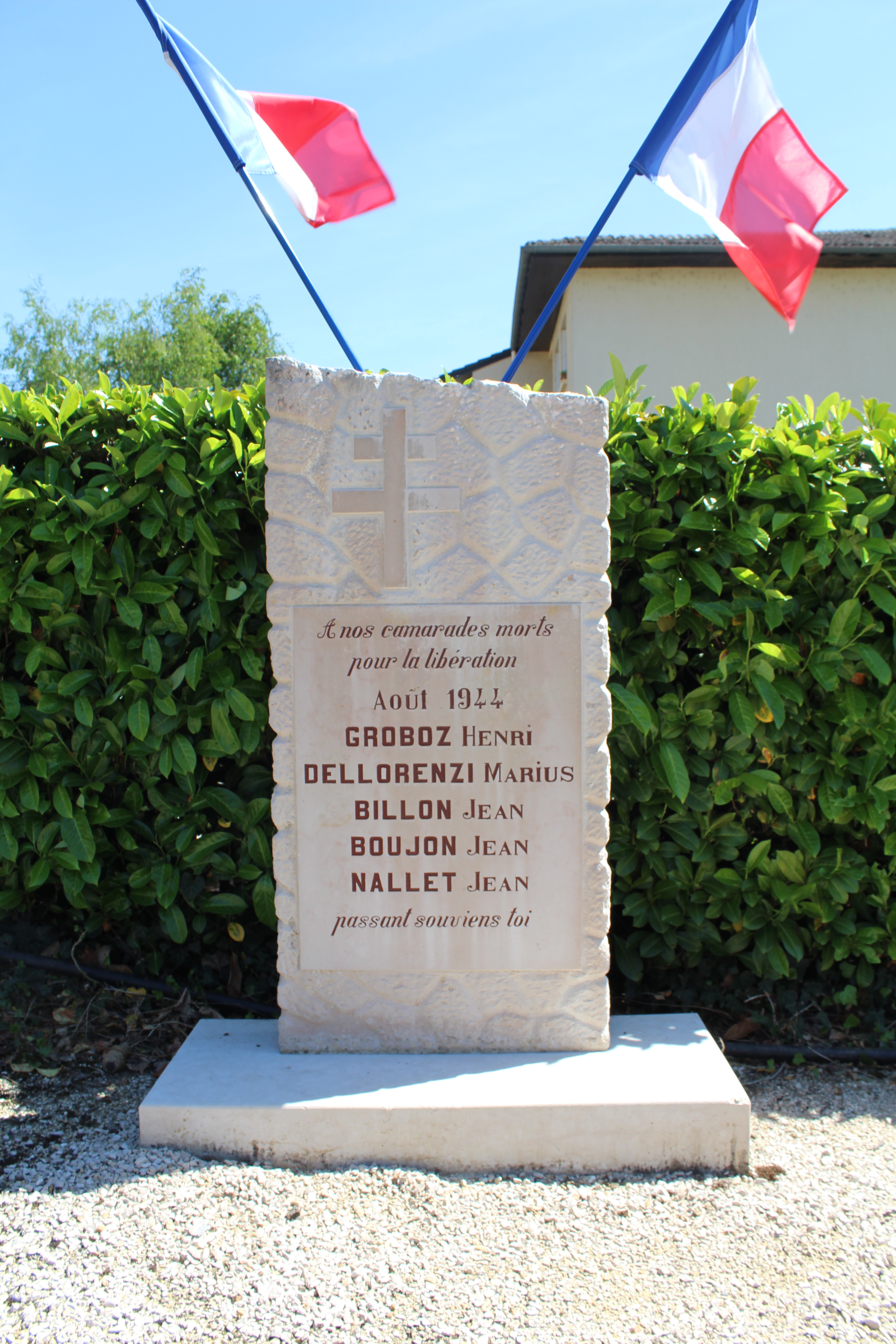
Monument commémoratif de la Libération.

### Personnalités liées à la commune
- Pierre Convert (1922-fusillé en 1944), résistant et Juste parmi les nations, né à Saint-Étienne-du-Bois. La place située devant sa maison natale dans le village porte son nom.

- Lionel Nallet (1976 - ) : rugbyman français né à Bourg-en-Bresse, est également entrepreneur ; il cogère une entreprise de mécanique à Saint-Étienne-du-Bois[25].

### Héraldique
| Blason de Saint-Étienne-du-Bois (Ain) | Blason  | Parti d'argent et d'azur, à l'annelet de gueules brochant. |
| Blason de Saint-Étienne-du-Bois (Ain) | Détails | Le statut officiel du blason reste à déterminer.           |

## Pour approfondir